# Trevor Engelson
Trevor Engelson (né Trevor Jeo Engelson,), né le 23 octobre 1976 à Great Neck (New York), est un producteur de cinéma et directeur littéraire américain, dont le travail inclut la production de la série télévisée Snowfall, ainsi que du film Remember Me.

## Biographie

### Jeunesse et éducation
Engelson est né à Great Neck, sur l'île de Long Island. Il est juif américain. Il a fréquenté le lycée John L. Miller Great Neck North et a étudié le journalisme à l'Université de Californie du Sud à Los Angeles.

### Carrière
Après l'université, Engelson a commencé une carrière d'assistant de production et s'est ensuite tourné vers la gestion de talents avant de fonder sa propre société de production, Underground, en 2001. En tant que producteur, il a travaillé sur plusieurs films et émissions de télévision dont notamment, Permis de mariage, All About Steve, Remember Me et Outpost 37. Il a également produit la série Snowfall. En 2018, Engelson devait commencer à travailler sur un drame fictif pour Fox Broadcasting sur la vie d'un prince britannique, mais le projet finalement n'aboutit pas.

## Vie privée
Engelson commence une relation sentimentale avec Meghan Markle en 2004. Le couple se marie au Jamaica Inn à Ocho Rios, en Jamaïque, le 10 septembre 2011. Ils se séparent après environ 18 mois de mariage et, en août 2013, obtiennent un divorce sans faute, invoquant des différences irréconciliables. Engelson commence à attirer l'attention des médias, à la suite des fiançailles de Meghan Markle avec le prince Harry en novembre 2017.
Après son divorce avec Markle, Engelson fréquente Bethenny Frankel de The Real Housewives of New York City. Selon Frankel, leur relation amoureuse s'est progressivement transformée en une relation "commerciale". 
Le 1er juin 2018, Engelson se fiance à la diététicienne Tracey Kurland (née le 9 juillet 1986 à Los Angeles), fille et unique enfant de Stanford Kurland (fondateur de l'entreprise de crédit hypothécaire PennyMac Financial Services (en)), mort en janvier 2021, et la faisant ainsi cohéritière, avec sa mère Sheila Kurland, d'une fortune évaluée à 191 millions de dollars,,. Engelson et Kurland se marient le 11 mai 2019 en Californie. En août 2020, le couple accueille leur premier enfant, une fille nommée Ford Grace Engelson.

## Filmographie

### Cinéma
- 2006 : Zoom
- 2007 : Permis de mariage
- 2009 : All About Steve
- 2010 : Remember Me
- 2012 : Amber Alert
- 2013 : Supanatural
- 2014 : Outpost 37
- 2016 : Rise
- 2016 : Incarnate
- 2017 : Give Me Future
- 2017 : L.A. Burning: The Riots 25 Years Later
- 2018 : Harry and Meghan: A Windsor Wedding
- 2018 : The After Party
- 2018 : Dr. Sensitive
- 2018 : 13 Minutes

### Télévision
- 2006 : La Fille du Père Noël
- Depuis 2013 : Bastards
- Depuis 2013 : Bad Advice from My Brother
- Depuis 2017 : Snowfall
- 2018 : Heathers